# Molorchus sidus
Molorchus sidus är en skalbaggsart som först beskrevs av Newman 1840.  Molorchus sidus ingår i släktet Molorchus och familjen långhorningar. Inga underarter finns listade i Catalogue of Life.